# Сириол
Сириол (VI век) — святой с острова Англси. День памяти — 1 февраля.
Святой Сириол (Seiriol) соорудил себе келью в Пенмоне на острове Англси, что напротив северного побережья Уэльса. Впоследствии он перебрался на остров Инис Сириол (Ynys Seiriol, совр. остров Паффин Айленд). Он был сыном короля  Оуайна Белозубого из Роса.